# کامی موفا
کامی موفا (به فرانسوی: Camille Muffat) (زادهٔ ۲۸ اکتبر ۱۹۸۹) شناگر اهل فرانسه بود.

## مرگ
وی در تاریخ ۹ مارس ۲۰۱۵ در سن ۲۵ سالگی در حادثه سقوط بالگرد در جریان فیلمبرداری یک برنامه تلویزیونی فرانسوی در آرژانتین کشته شد.